# Orocrambus cultus
Orocrambus cultus là một loài bướm đêm trong họ Crambidae.